# 私設応援団
私設応援団（しせつおうえんだん）とは、日本野球機構から特別応援許可を得て、プロ野球の試合において鳴り物入りの応援を先導する一般市民による団体である。サッカーにおける同様の組織はサポーターの項を参照。学生野球・社会人野球、他のスポーツについては応援団の項を参照。

## 概要
広義における私設応援団は、ある特定の団体（主にスポーツチーム）に対して、チームを運営する企業や協会等とは別に、営利を目的とせず試合に毎回のごとく駆けつけて、元気付けとなるような声援を送るなどの応援行為をする人々の団体である。私設応援団はスポーツを通して、試合中に求められる役割を果たすことで、支配や統率といった別の快感が満たされる。このような経験も、応援に対するモチベーションの一つとなり、私設応援団という集団の維持につながっている。
プロ野球の私設応援団員は一般のファン心理を把握し、ファンが望むタイミングで、適切な応援歌（チャンステーマなど）を選択する必要があり、高い「仕切り」能力が求められる。うまく仕切ることができない場合には、一般ファンから非難の声が殺到する場合もある。ボランティアであるにもかかわらず心理的な負担が大きいため、私設応援団によっては応援団員が長続きせず入れ替わりが激しいケースもある。
私設応援団は、原則として球団から金銭的な援助を受けておらず、活動する上で「チケット代」「遠征費用」「楽器代」は自費が基本となる。多くの私設応援団が年会費制であり、会員間で互助的な運用がなされている。
入会方法としては、私設応援団のホームページから応募をする、または球場で直接声を掛け、面接を受けるのが一般的である。面接では応援団や球場・球団の規則を遵守できるか、仲間を思いやって活動する素質が備わっているかなどが審査される。合格した場合には、私設応援団の責任者が日本野球機構（プロ野球の統括組織）へ特別応援許可の申請を行い、その人物の個人情報（氏名や住所など）を基に反社会的勢力に属していないか、過去に球場でトラブルを起こしていないかなどが調査される。問題が無ければその人物に特別応援許可証が発行され、私設応援団員として球場での活動が可能になる。

## 球団別の私設応援団
プロ野球の私設応援団は12球団全てに存在するが、ほとんどの場合、1つの球団の中に複数の応援団が存在する（傘下の組織も持たない完全な1団体だけで構成されるのは、中日とロッテの応援団のみ）。2010年（平成22年）の時点では、12球団で計147の私設応援団が確認されていた（ただし2011年度の特別応援許可を申請した応援団に限る）。球団別の私設応援団は以下の項を参照。
- 読売ジャイアンツの応援団
- 東京ヤクルトスワローズの応援団[注釈 2]
- 横浜DeNAベイスターズの応援団
- 中日ドラゴンズの応援団
- 阪神タイガースの応援団
- 広島東洋カープの応援団
- 北海道日本ハムファイターズの応援団
- 東北楽天ゴールデンイーグルスの応援団
- 埼玉西武ライオンズの応援団
- 千葉ロッテマリーンズの応援団
- オリックス・バファローズの応援団
- 福岡ソフトバンクホークスの応援団

## プロ野球応援規則

### 1984年
1984年（昭和59年）に、当時のプロ野球コミッショナー下田武三のアピールにより、以下の応援倫理三則が定められた。
1. 他人に応援を強制しない
2. 他人の耳をつんざく鉦や太鼓を鳴らさない
3. 他人の目を覆う大きな旗や幟を振らない

1987年（昭和62年）には、第4の規則として「試合中に危険物や紙・テープなどを投げ込まない」が加えられた。

### 1989年
また1989年（平成元年）に発足した連絡組織・パ・リーグ6球団応援会では、以下の応援規則が定められた。
1. 球場内のトラブルは応援団でなだめよう
2. われわれ6球団の応援団はパ・リーグの名に恥じない応援をしよう
3. パ・リーグ応援エンブレム着用者は、名簿を球団に提出し、暴力行為を厳禁し、その防止に最善をつくそう
4. 応援の個人プレーはやめよう
5. 入場者全員が楽しく応援できる雰囲気にしよう
6. ファインプレーには自他球団を問わず拍手を送ろう
7. 22時以降は鳴り物を使ってはいけない[注釈 3]

### 2006年
2006年（平成18年）、中虎連合会の横暴や威力業務妨害事件などを教訓として、12球団統一の試合観戦契約約款の中に、特別応援許可規程が設けられた。主に、悪徳行為を球場から追い出すのを狙いとした私設応援団の一斉規制であった。
1. 本規程は、観客を組織化し又は統率して行われる集団による応援（以下、「応援団方式の応援」という）の許可の基準と手続を定めるものである。(1条1項)
2. 応援団方式の応援を行おうとする団体は、当球団に対し、予め、当球団所定の許可申請書を提出し、当球団の許可を得なければならない。(2条1項)
3. 前項の許可申請を行う団体は、当球団所定の許可申請書に以下の事項を記載し、代表者が署名押印をしたうえで、これを当球団に提出しなければならない。(2条2項)
  1. 団体名
  2. 代表者名
  3. 団体の連絡先
  4. 構成員（経常的に応援団方式の応援に関わる者を含む。以下同じ）の数
  5. 構成員の氏名、顔写真、住所、連絡先を記載した名簿
  6. 応援形態
  7. その他NPBが求める事項

これに基づき、2007年（平成19年）12月、中日の私設応援団「名古屋白龍會」と「全国竜心連合」が2008年（平成20年）シーズンから排除処分と不許可処分になった。前者の関係者は、団体が排除処分になった事で団員でなくなった今もナゴヤドームへの立入禁止が続いている。後者の関係者は、昨年までも一般ファンとして外野席で観戦している。両グループは提訴して争ったが2011年（平成23年）2月敗訴。最高裁でも2013年（平成25年）に上告が退けられ確定。判決では、原告の応援団の中に暴力団関係者がいたと指摘された。結果、球団は、新応援団を公募によるグループ申請の後審査による認可制とすることを決めた。その後、球団公式サイト上で新応援団結成と団員募集の発表が2014年8月に行われ、事実上球団公設による応援団が組織された。新応援団としての活動は同年9月に始まった。